# Friedrich Schorr
Friedrich Schorr (1888 - 1953) fou un baix-baríton operístic austrohongarès d'origen jueu. Més endavant va obtenir la nacionalitat estatunidenca.
Friedrich Schorr era fill del cantor principal de la Gran Sinagoga de Viena, Mayer Schorr, que també tenia una excel·lent veu de baríton. Va estudiar a Brno i amb Adolf Robinson a Viena abans de debutar a Graz el 1912 en el paper de Wotan. Més endavant va treballar a Praga, Colònia i Berlín, a més d'aparèixer a la Royal Opera House i al Festival de Bayreuth (1925-1933). Amb l'ascensió del nazisme, es va traslladar a Nova York i va treballar a la Metropolitan Opera sota la direcció de Leo Blech i Georg Hartmann, fins al 1943.
El 1931 Schorr es va establir als EUA, va prendre la ciutadania nord-americana i, a més de les seves nombroses aparicions escèniques, es va dedicar cada cop més a les tasques educatives. L'any 1943 es va acomiadar de l'escenari com a cantant, però encara actuava en concerts. El 1943 va esdevenir director de la Manhattan School of Music de Nova York, més tard va dirigir un estudi de cant d'òpera a la Hartt School de Hartford (Connecticut) i també va posar en escena òperes wagnerianes a la New York City Opera.
Els primers enregistraments per a Deutsche Grammophon es van fer el 1921, seguits dels enregistraments per a Brunswick Records als EUA el 1924-1925. Els seus enregistraments més famosos es van fer entre 1927 i 1932 per a Electrola and His Master's Voice a Berlín i Londres, entre els quals hi havia duets amb Frida Leider, Emmi Leisner i Lauritz Melchior. Els enregistraments en directe de finals de la dècada de 1930, quan Schorr ja havia superat el seu zenit cantant, testimonien la seva clara dicció, la seva excel·lent tècnica de respiració i la seva gran, però no exagerada, expressivitat emocional. A Nova York, Schorr cantava sovint amb la seva camarada a l'exili Lotte Lehmann, però també amb Lauritz Melchior, Kirsten Flagstad i Helen Traubel.
Schorr és considerat com el gran baix-baríton wagnerià de la seva generació, i potser de tot el segle xx. Es va fer famós per la seva interpretació de Wotan a L'anell del nibelung i Hans Sachs a Els mestres cantaires de Nuremberg.
Cap a l'any 1921 Schorr es va casar a Colònia amb la soprano Anna Scheffler-Schoor (1892 Hamburg - 1951, Nova York). El 1952 es va tornar a casar, també a Colònia, amb la professora de cant Virginia Erikson.
Anna i Friedrich Schorr estan enterrats al cementiri de Ferncliff a Hartsdale (Nova York).